# Кламаты

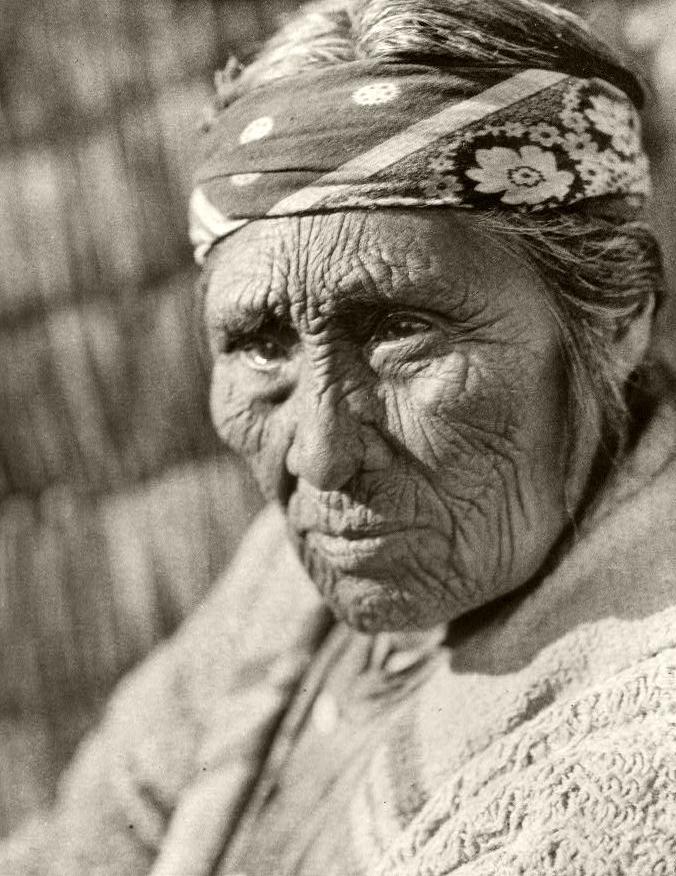
Кламатская женщина, фото: Эдвард Кёртис, 1924

Кламаты — индейская народность в США, проживающая в Южном Орегоне. Язык кламат-модок ранее считался изолированным и не относился ни к одной из известных индейских языковых семей, сейчас относится к плато-пенутийским языкам. На этом языке, наряду с кламатами, говорит племя модоки.

## История

### До контакта с европейцами
До прибытия европейских поселенцев кламаты проживали в местности вокруг озера Большой Кламат и реки Кламат, реки Уильямсон и реки Спраг. В основном они занимались рыболовством, собирали коренья и злаки.
Кламаты были известны набегами на соседние племена, например, ачомави на реке Пит, а захваченных пленников обращали в рабов. Известный авантюрист-поселенец Кит Карсон восхищался кламатскими стрелами. Кламаты торговали с чинуками в районе современного города Далз (штат Орегон).

### Контакт
В 1826 году Питер Скин Огден, землепроходец Компании Гудзонова залива, первым встретился с племенем кламатов и торговал с ними до 1829 г.

### Договор с США
США, а также племена кламат, модок и яхускин подписали договор в 1864 году, согласно которому была образована индейская резервация Кламат к северо-востоку от озера Аппер-Кламат (Верхнего Кламатского озера). По договору племена уступили земли в бассейне реки Кламат. В обмен США обещали выплатить единоразово сумму в $35000, и ещё в течение 15 лет — $80000, а также обеспечить резервации инфраструктуру и персонал. Договор предусматривал, что если индейцы будут пить или хранить в резервации одурманивающие напитки, то платежи прекращаются, и США могут разместить в будущем в резервации другие племена. Племена попросили Линдсея Эпплгейта быть представителем США перед ними. В момент подписания договора общее население трёх племён составляло 2000 человек.

### После договора
Кламаты, вместе с племенами модок и яхускин, образовали Конфедерацию кламатских племён. Их центр находился в Чилокуине, штат Орегон.
В настоящее время некоторые кламаты живут в резервации Кварц-Валли в округе Сискию, штат Калифорния.

## Культура

### Язык
В настоящее время язык племён кламат и модок вымер.
Ранее кламаты говорили на диалекте кламат-модокского языка (на другом диалекте, соответственно, говорило племя модок), жившее южнее кламатов. Ранее данный язык считался изолированным, сейчас включается в состав плато-пенутийской семьи.
Как кламаты, так и модоки называют себя maqlaqs, то есть «люди». Когда речь идёт о различении племён, то кламаты называют себя ?ewksiknii («люди Кламатского озера»), а модоки — moowatdal’knii («люди юга»).